# والتر باتیس

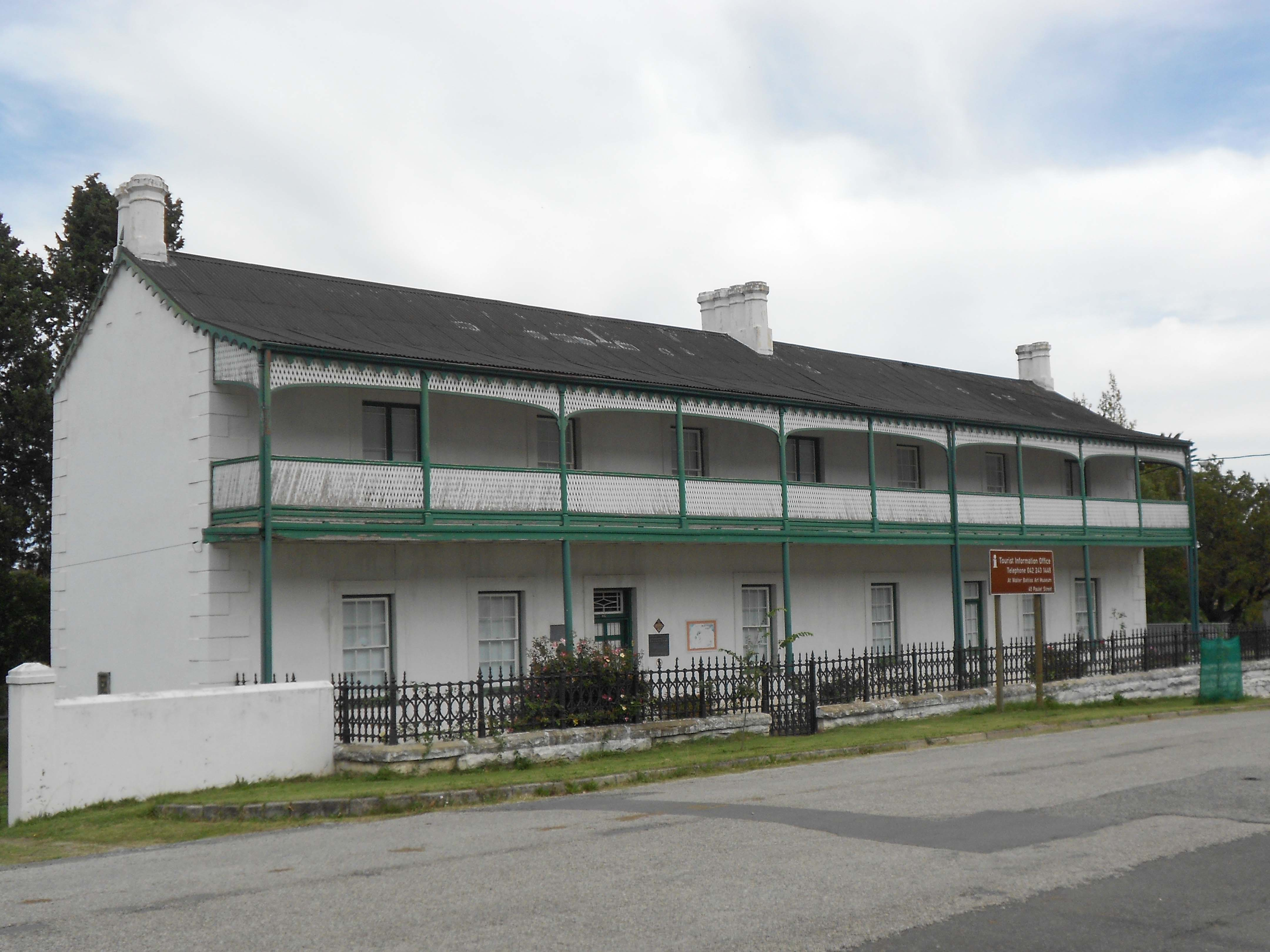
موزه ای در آفریقای جنوبی که به نام وی نامگذاری گردیده است

والتر باتیس (انگلیسی: Walter Battiss; ۶ ژانویهٔ ۱۹۰۶ – ۲۰ اوت ۱۹۸۲) نقاش و هنرمند اهل آفریقای جنوبی بود.
از افتخارات وی میتوان به کسب مدال برنز حکاکی و چاپ فلزی در بخش مسابقات هنری بازی‌های المپیک تابستانی ۱۹۴۸ اشاره کرد.